# عبرونة

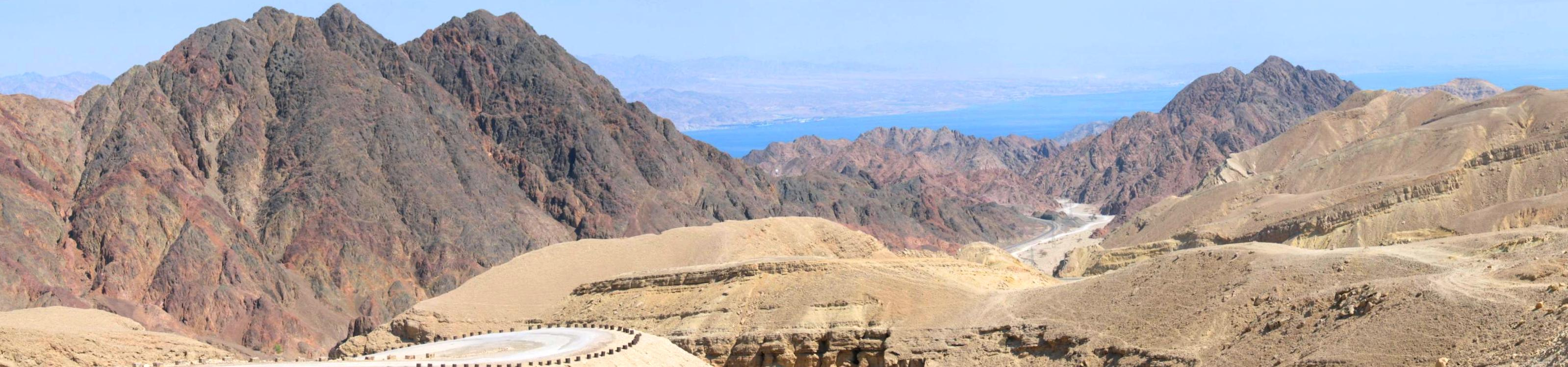
ميناء إيلات.

ووفقا لسفر العدد عبرونة (بالعبرية: עַבְרֹנָה‏)، هي واحدة من محطات بني إسرائيل في البرية أثناء التيه بعد خروجهم من مصر بين ترحالهم من يطبات إلى عصيون جابر. عبرونة اسم عبري معناه «ممر» أو «مقابل» أو «عبر»، وهي واحة، واسمها الحالي عين دفية، على بعد سبعة أميال ونصف شمال عصيون جابر. في كتاب «الأنهار في الصحراء» أفاد نيلسون غلوك بأنها مدينة إيلات الصناعية. 
ربطها علماء الآثار الحديثون أمثال جوريس زاهرينز بعدد من الطرق التجارية القادمة إلى إيلات من جبال لبنان والبحر الميت حيث كانوا يجلبون خشب الأرز والكتان والأسفلت والنطرون والملح، والعرعر من لبنان، ويعبرون من بنط ويجلبون اللبان والمر؛ لاستخدامها في طقوس التحنيط المصرية في الكرنك خاصةَ في عهد حتشبسوت. 